# Мацумото Ґьодзі
Мацумото Ґьодзі (яп. 松本 暁司; 12 серпня 1934, Сайтама — 2 вересня 2019) — японський футболіст, що грав на позиції воротаря.

## Клубна кар'єра
Грав за команду Urawa Club.

## Виступи за збірну
Дебютував 1958 року в офіційних матчах у складі національної збірної Японії. У формі головної команди країни зіграв 1 матч.

## Статистика
Статистика виступів у національній збірній.
| Збірна Японії | Збірна Японії | Збірна Японії |
| Роки          | Ігри          | голи          |
| ------------- | ------------- | ------------- |
| 1958          | 1             | 0             |
| Усього        | 1             | 0             |